# Genetics in Medicine
Genetics in Medicine è una rivista medica mensile sottoposta a revisione paritaria, che tratta di genetica clinica. È la rivista ufficiale dell'American College of Medical Genetics and Genomics (ACMG). È stata fondata nel 1998 e dal 2012 è pubblicata congiuntamente dalla Nature Publishing Group per conto dell'ACMG,[1] anche se in origine era pubblicata da Lippincott Williams & Wilkins.[1][2]
Il caporedattore è il dottor Robert D. Steiner (Università del Wisconsin-Madison).

## Indicizzazione
Gli abstract e gli articoli della rivista sono indicizzati da:
- Current Contents/Life Sciences
- EMBASE
- Elsevier BIOBASE
- Medline/Index Medicus
- Science Citation Index Expanded.

Secondo il Journal Citation Reports, nel 2020 ha ricevuto un fattore di impatto pari a 8,822, posizionandosi al 15º posto fra 175 rivista presenti nella categoria "Genetica ed ereditarietà". Nel 2025 ha avuto un indice H pari a 167.